# Bosons X i Y
En física de partícules, el bosó X i el bosó Y, de vegades anomenats conjuntament bosons X, són noves partícules elementals anàlogues al bosó W i al bosó Z, però que corresponen a un nou tipus de força, pronosticada pel model de Georgi-Glashow, una teoria de gran unificació. Corresponen als bosons de gauge associats a la simetria B-L (diferència entre nombre bariònic i nombre leptònic).
Les interaccions que es presenten degudes a aquests bosons X són responsables de nous fenòmens, com la hipotètica desintegració protònica. Els bosons X i Y tenen una càrrega elèctrica elemental de 4/3 i 1/3, respectivament. Tenen una càrrega de color neta (triplet o antitriplet).
Els bosons X i Y acoblen els quarks als leptons, permetent violar la conservació del nombre bariònic i permeten, per tant, la desintegració del protó.